# 真渕勝
真渕 勝（まぶち まさる、1955年8月27日 - ）は、日本の行政学者・政治学者。立命館大学教授、京都大学名誉教授。専門は、行政学・公共政策分析。1994年に『大蔵省統制の政治経済学』でサントリー学芸賞を受賞。神戸市生まれ。

## 略歴
- 1980年 - 京都大学法学部卒業
- 1982年 - 京都大学大学院法学研究科修士課程修了、大阪大学法学部助手
- 1986年 - 大阪大学法学部助教授
- 1993年 - 大阪市立大学法学部助教授
- 1995年 - 大阪市立大学法学部教授
- 1996年7月 - 博士（法学）（京都大学）（学位論文『大蔵省統制の政治経済学』[1]）
- 1999年 - 京都大学大学院法学研究科教授
- 2009年7月 - 京都大学公共政策連携研究部教授
- 2010年4月 - 京都大学公共政策大学院院長（2012年3月まで）
- 2013年4月 - 京都大学大学院法学研究科教授[2]
- 2016年3月 - 京都大学退職[3]
- 2016年4月 - 立命館大学政策科学部教授[4]、京都大学名誉教授[5]

## 著書

### 単著
- 『大蔵省統制の政治経済学』（中央公論社［中公叢書］、1994年）
- 『大蔵省はなぜ追いつめられたのか――政官関係の変貌』（中央公論社［中公新書］、1997年）
- 『現代行政分析』（放送大学教育振興会、2004年）
- 『行政学』（有斐閣、2009年）
- 『行政学案内』（慈学社出版、2009年、第2版・2014年）
- 『官僚』（東京大学出版会、2010年）
- 『風格の地方都市』（慈学社出版、2015年）

### 共著
- （久米郁男・北山俊哉）『はじめて出会う政治学――わかる楽しさ まなぶ喜び』（有斐閣、1997年）
  - 『はじめて出会う政治学――フリー・ライダーを超えて［新版］』2009年
  - 『はじめて出会う政治学――構造改革の向こうに［第3版］』2003年
- （伊藤光利・田中愛治）『政治過程論』（有斐閣、2000年）
- （水口憲人・北原鉄也）『変化をどう説明するか――行政篇』（木鐸社、2000年）
- （久米郁男・川出良枝・古城佳子・田中愛治）『政治学』（有斐閣, 2003年、補訂版・2011年）
- （阿部博人・小沢一彦・永久寿夫・蒲島郁夫）『はじめての政治――政治に関心を持とう 社会参加しよう』（栄光、2008年）

### 共編著
- （水口憲人・北原鉄也）『変化をどう説明するか-行政篇』（木鐸社、2000年）
- （福田耕治・縣公一郎）『行政の新展開』（法律文化社、2002年）
- （北山俊哉）『政界再編時の政策過程』（慈学社出版、2008年）

### 訳書
- G・キング、R・O・コヘイン、S・ヴァーバ『社会科学のリサーチ・デザイン――定性的研究における科学的推論』（勁草書房、2004年）
- ジョン・クレイトン・キャンベル『自民党政権の予算編成』（勁草書房、2014年）

## 門下生
- 広本政幸
- 藤井禎介
- 南京兌
- 藤村直史
- 中村悦大
- 松尾晃孝